# Милан Миланович (футболіст, 1963)
Милан Миланович (серб. Milan Milanović / Милан Милановић, нар. 10 січня 1963, Белград) — югославський футболіст, а по завершенні ігрової кар'єри — сербський футбольний тренер. З 2018 року очолює тренерський штаб команди «Радник» (Сурдулиця).

## Ігрова кар'єра
Розпочав грати у футбол на батьківщині, граючи за ряд місцевих команд, а також недовго виступав у ФРН за «Аугсбург» в Оберлізі Баварія, третьому на той момент дивізіоні країни.
В 1990 році, завдяки дозволу на виступ легіонерів у чемпіонаті НДР, Миланович став гравцем клубу «Шталь» (Айзенгюттенштадт), однак зіграв лише п'ять матчів між 10-м і 26-м туром останнього розіграшу Оберліги, найвищого дивізіону Східної Німеччини, виступаючи на позиції лівого вінгера. Також 2 червня 1991 року зіграв у останньому фіналі Кубка НДР, провівши 60 хвилин у грі проти «Ганзи» (Росток), який закінчився поразкою 0:1.
В подальшому грав за нижчолігові клуби об'єднаної Німеччини, а 1994 року повернувся в «Чукарички», де паралельно з виступати тренував молодіжну команду, а у 1997—1998 роках був граючим тренером ісландського клубу «СБ Вагур», з яким став фіналістом Кубка Фарерських островів у 1997 році.

## Кар'єра тренера
Повернувшись на батьківщину Миланович 1998 року став тренером юнацької команди «Земуна», а наступного року очолив і головну команду. В подальшому працював з рядом інших місцевих команд, а також недовго 2005 року з ісландським «Тверойрі».
У 2009 році очолив боснійський клуб «Лакташі», але вже наступного року повернувся до Сербії, де став працювати з юнацькою збірною до 19 років.
2011 року став працювати помічником головного тренера білоруса Віталія Рашкевича в «Шерифі», а 29 травня 2012 року був призначений головним тренером команди. Втім вже 10 серпня був звільненийпісля того, як його команда в третьому відбірковому раунді Ліги чемпіонів не змогла пройти «Динамо» (Загреб), програвши з загальним рахунком 0:5.
У вересні 2012 року підписав контракт з клубом «Хайдук» (Кула). Потім попрацював у інших сербських командах «Нові-Пазар», ОФК (Белград) і «Раднички» (Ниш), «Рад» та «Земун».
З 2018 року став очолювати тренерський штаб команди «Радник» (Сурдулиця).